# Наша заря
«На́ша заря́» — легальный ежемесячный общественно-политический журнал меньшевиков-ликвидаторов. Выпускался в Санкт-Петербурге в январе 1910 — сентябре 1914 года. Финансировался из средств Российской социал-демократической рабочей партии (РСДРП), а также за счёт подписки и продажи номеров, частных пожертвований.

## Характеристики издания
Журнал печатался в «Коммерческой типографии». Всего было выпущено 57 номеров: в 1910—1913 годах — по 12 номеров в год, в 1914 году — 9 номеров (последний выпуск — тройной, включающий №№ 7—9). Высота издания составляет 24 см, объём — от 72 до 144 страниц.
Официальными редакторами журнала являлись: О. В. Федорченко (она); с № 1 (1912) — Ф. С. Тихомиров; с № 4 (1912) — Ф. С. Станилевич; с № 2 (1913) — И. Н. Слюзин; с № 10—11 (1913) — А. Ф. Родин; с № 5 (1914) — С. Д. Хенин. Фактическая редакция издания — Александр Потресов (главный редактор), Эммануил Гуревич-Даневич (№№ 1—5 [1910]), Владимир Левицкий (с № 5 [1910] до финального выпуска).
В качестве официальных издателей журнала были заявлены: Меер Лукомский; с 1911 года — Анри Дюбуа; с № 4 (1912) — Ф. С. Станилевич; с №№ 10—11 (1913) — Я. Л. Каневский.

## Сотрудники
В издании сотрудничали Евгений Маевский (настоящие имя и фамилия Викентий Гутовский), Д. Кольцов (настоящие имя и фамилия Борис Гинзбург), Фёдор Череванин (настоящая фамилия Липкин), Миней Хейсин, Николай Рожков, Александр Мартынов (настоящие имя и фамилия Саул Пикер), Павел Аксельрод, Юлий Мартов (настоящая фамилия Цедербаум), Фёдор Дан (настоящая фамилия Гурвич), Александр Финн-Енотаевский (настоящие имя и фамилия Абе Фин), Е. Чарский (настоящие имя и фамилия Евгений Ананьин), Лев Троцкий (настоящая фамилия Бронштейн),
Георгий Чичерин и другие. На раннем этапе среди авторов журнала присутствовали отдельные представители большевистской фракции РСДРП — Владимир Бонч-Бруевич, Иосиф Гольденберг, близкий к ним Николай Соколов, а также вперёдовцы Александр Богданов (настоящая фамилия Малиновский), Владимир Базаров (настоящая фамилия Руднев), Анатолий Луначарский.
В феврале 1913 года Троцкий отказался от сотрудничества с изданием, не желая «нести ответственность за ликвидаторство» (ранее сотрудничество с журналом прекратили Бонч-Бруевич, Соколов и Финн-Енотаевский).

## Содержание
Отделы издания соответствовали общей общественно-политической направленности журнала: «Внутреннее обозрение», «Иностранное обозрение», «Библиография» и «Политическое обозрение». В 1914 году публике был представлен беллетристический отдел, в котором участвовали Иван Бунин, Викентий Вересаев, Александр Серафимович,  Сергей Сергеев-Ценский, Алексей Чапыгин, Иван Шмелёв и другие.
В издании среди прочих материалов публиковались: теоретические статьи, анализирующие причины кризиса в рабочем движении после поражения Революции 1905—1907 годов и установки русской интеллигенции на новом историческом этапе (авторы Потресов, Левицкий); заметки о перспективах развития сельского хозяйства в России; критические высказывания о большевистской
тактике «левого блока» в избирательной кампании (автор Мартов); сообщения о деятельности социал-демократической фракции в Государственной думе и других легальных формах политической борьбы (авторы Дан, Чарский). В журнале также помещались публикации дискуссионного характера: об эволюции меньшевистской и большевистской фракций и необходимости преодоления организационных разногласий в партии (автор Троцкий, № 1 [1911]); о способах организации рабочего движения и роли меньшевиков-«практиков» в этих организационных процессах (автор Рожков; №№ 9—10 [1911]); о взаимоотношениях интеллигенции и рабочих в партийных структурах (автор Фёдор Семёнов-Булкин, № 3 [1914]).
Потресов в цикле статей «О литературе без жизни и о жизни без литературы» (№№ 4–5, 6 [1913]) поставил под сомнение возможность возникновения пролетарской литературы в настоящем, так как политически активный рабочий, полностью посвятивший себя практической революционной борьбе, не имеет времени для полноценных занятий художественным творчеством. Размышления Потресова о судьбах современной журналистики нашли своё отражение в статье «О чертополохе безвременья» (№ 3 [1911]), содержащей обзор марксистской и околомарксистской прессы на протяжении двадцати лет.
Много внимания в журнале уделялось идейному противостоянию с представителями «старого партийного режима» — большевиками и меньшевиками-партийцами. В резолюции о ликвидаторстве, принятой на VI (Пражской) Всероссийской конференции РСДРП (1912), отдельно отмечалось, что «часть с.-д., группирующаяся вокруг журналов „Наша заря“ и „Дело жизни“, открыто стала на защиту течения, признанного всей партией продуктом буржуазного влияния на пролетариат». Впоследствии в рамках внутрипартийной борьбы в «Нашей заре» была опубликована меньшевистская программа политических действий после проведения Пражской конференции РСДРП (авторы Аксельрод, Чичерин, Рожков).
Издание не единожды подвергалось штрафам и арестам. С января 1915 года вместо «Нашей зари» издавался журнал «Наше дело», преемником которого стал журнал «Дело», выпускавшийся в 1916—1917 годах в Москве.
В 1910 году в качестве приложения к «Нашей заре» были изданы работы Поля Лафарга, Жоржа Вейля, Морриса Хилквита и Александра Парвуса, посвящённые истории социализма на Западе.